# Mohamad al-Garni
Mohamad al-Garni (arabisch محمد القرني, DMG Muḥammad al-Qarnī, * 2. Juli 1992 in Rabat) ist ein katarischer Mittelstreckenläufer marokkanischer Herkunft, der sich auf die 1500-Meter-Distanz spezialisiert hat und über diese Distanz sowie über 5000 Meter 2014 bei den Asienspielen siegte und 2015 Asienmeister wurde.

## Sportliche Laufbahn
Erste Erfahrungen bei internationalen Meisterschaften sammelte Mohamad al-Garni im Jahr 2009, als er bei den Jugendweltmeisterschaften in Brixen in 3:43,86 min den fünften Platz im 1500-Meter-Lauf belegte. Anschließend siegte er in 3:44,90 min bei den Arabischen Juniorenmeisterschaften in Damaskus und schied dann bei den Weltmeisterschaften in Berlin mit 3:50,55 min in der ersten Runde aus. Daraufhin gelangte er bei den Arabischen Meisterschaften in Damaskus mit 3:44,00 min auf Rang sechs. Im Jahr darauf gewann er bei den Hallenasienmeisterschaften in Teheran in 3:53,12 min die Silbermedaille hinter seinem Landsmann Abubaker Ali Kamal. Im Mai siegte er in 1:47,98 min bzw. 3:39,74 min über 800 und 1500 Meter bei den Arabischen Juniorenmeisterschaften in Kairo und anschließend gewann er auch bei den Juniorenasienmeisterschaften in Hanoi in 1:48,13 min bzw. 3:55,94 min über beiden Distanzen die Goldmedaille. Ende Juli belegte er bei den Juniorenweltmeisterschaften in Moncton in 1:50,16 min den siebten Platz im 800-Meter-Lauf und gewann über 1500 Meter in 3:38,91 min die Bronzemedaille. 2011 belegte er bei den Arabischen Meisterschaften in al-Ain in 1:53,84 min den vierten Platz über 800 Meter und gewann in 3:59,23 min die Bronzemedaille über 1500 Meter hinter dem Algerier Abderrahmane Anou und Hamada Mohamed aus Ägypten. Anschließend sicherte er sich auch bei den Panarabischen Spielen in Doha in 3:34,61 min die Bronzemedaille über 1500 Meter hinter Ayanleh Souleiman aus Dschibuti und seinem Landsmann Hamza Driouch. Im Jahr darauf siegte er in 3:58,04 min bei den Hallenasienmeisterschaften in Hangzhou über 1500 Meter und gewann im 3000-Meter-Lauf in 7:46,17 min die Silbermedaille hinter dem Bahrainer Bilisuma Shugi. Kurz darauf schied er bei den Hallenweltmeisterschaften in Istanbul mit 3:47,63 min im Vorlauf über 1500 Meter aus. Im August nahm er über diese Distanz an den Olympischen Sommerspielen in London teil und schied dort mit 3:36,78 min im Halbfinale aus.
2013 belegte er bei den Arabischen Meisterschaften in Doha in 3:41,28 min den vierten Platz über 1500 Meter und im Juli gewann er bei den Asienmeisterschaften in Pune in 3:40,75 min die Silbermedaille hinter Emad Hamed Nour aus Saudi-Arabien. Daraufhin kam er bei den Weltmeisterschaften in Moskau mit 3:40,01 min nicht über den Vorlauf hinaus. Im Jahr darauf siegte er bei den Hallenasienmeisterschaften in Hangzhou in 3:48,79 min über 1500 Meter sowie in 8:08,65 min auch im 3000-Meter-Lauf. Im Mai gelangte er bei den World Relays in Nassau mit 15:10,77 min auf den siebten Platz in der 4-mal-1500-Meter-Staffel und im September gewann er bei den Asienspielen in Incheon in 3:40,23 min die Goldmedaille über 1500 Meter sowie in 13:26,13 min auch im 5000-Meter-Lauf. 2015 wurde er bei den Asienmeisterschaften in Wuhan in 3:41,42 min Asienmeister über 1500 Meter und siegte in 13:34,47 min auch über 5000 Meter. Im Jahr darauf verteidigte er bei den Hallenasienmeisterschaften in Doha in 3:36,35 min bzw. 7:39,23 min seine Titel über 1500 und 3000 Meter, wurde im selben Jahr aber wegen mehrfach verweigerter Dopingtests für vier Jahre bis Juli 2020 gesperrt.
2022 schied er bei den Hallenweltmeisterschaften in Belgrad mit 8:02,86 min in der Vorrunde über 3000 Meter aus und im August kam er bei den Islamic Solidarity Games in Konya über 5000 Meter nicht ins Ziel. Im Jahr darauf siegte er in 7:55,25 min über 3000 Meter bei den Hallenasienmeisterschaften in Astana und gewann zudem in 3:43,39 min die Silbermedaille über 1500 Meter hinter dem Japaner Kazuto Iizawa. Im Juli belegte er dann bei den Freiluftmeisterschaften in Bangkok in 3:43,31 min bzw. 14:16,48 min jeweils den fünften Platz über 1500 und 5000 Meter. Im Oktober siegte er in 3:38,36 min auch bei den Asienspielen in Hangzhou über 1500 Meter und belegte über 5000 Meter in 13:37,49 min den fünften Platz.

## Persönliche Bestzeiten
- 800 Meter: 1:46,63 min, 2. September 2012 in Padua
- 1000 Meter: 2:17,32 min, 20. August 2012 in Linz (katarischer Rekord)
- 1500 Meter: 3:34,61 min, 20. Dezember 2011 in Doha
  - 1500 Meter (Halle): 3:36,35 min, 20. Februar 2016 in Doha (katarischer Rekord)
- Meile: 3:55,50 min, 4. Juni 2010 in Oslo
- 3000 Meter: 7:50,91 min, 13. Mai 2023 in Ibiza
  - 3000 Meter (Halle): 7:39,23 min, 21. Februar 2016 in Doha (katarischer Rekord)
- 5000 Meter: 13:16,28 min, 27. Mai 2023 in Oordegem